# 嗜热丝菌属
嗜热丝菌属也称热丝菌属，为伯克氏菌科的一个属。该属的模式种为伴硫嗜热丝菌（Thermothrix thiopara）。

## 下属物种
- Thermothrix azorensis Odintsova et al. 1996
- 伴硫嗜热丝菌 Thermothrix thiopara Caldwell et al. 1981，贮硫热丝菌